# Regleta multicontactos

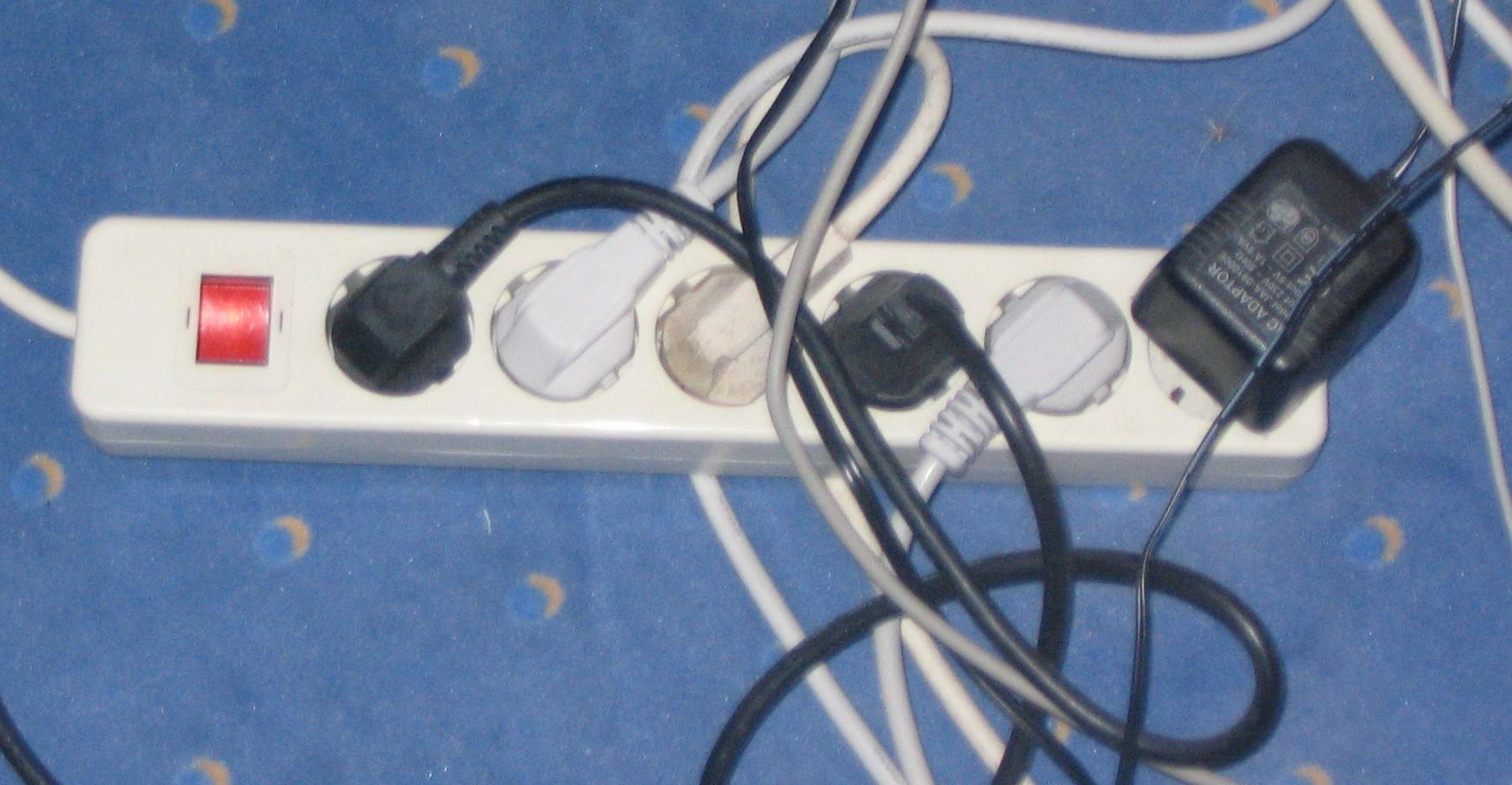
Ejemplo de regleta.

Una regleta multicontactos o, simplemente, multicontactos —también zapatilla eléctrica (en Argentina, Uruguay, Paraguay y partes de Chile), en España también se le puede llamar ladrón;  en Chile es llamado alargador; en Colombia, se le llama multitoma o extensión. En Bolivia también se le llama “robacorriente” y múltiple y en Perú se le conoce como extensión eléctrica o múltiple— es un dispositivo eléctrico normalmente alargado que tiene varias tomas de enchufe para conectar varios aparatos eléctricos de corriente alterna con una misma clavija mediante un cable alargador. Suele tener un interruptor de encendido / apagado y un fusible anticortocircuitos. En los últimos modelos se puede apagar o encender con un mando a distancia o un control X10. Se usa al haber varios aparatos eléctricos muy próximos, en especial los de audio/vídeo u ordenador.